# Institut Sup'Biotech de Paris
Institut Sup'Biotech de Paris, fondată în 2003, este o universitate tehnică  Villejuif și Lyon (Franța).

## Secții
- Master

Domeniu: Biotehnologie
- Summer School